# Difenylbutylpiperidine
Difenylbutylpiperidines vormen een stofklasse van organische verbindingen. Het zijn typische antipsychotica en werden allen voor het eerst gesynthetiseerd en beschreven door de Belgische farmacoloog Paul Janssen.
De 3 (gecommercialiseerde) antipsychotica van deze klasse zijn:
- pimozide
- fluspirileen
- penfluridol